# Argyreia ooststroomii
Argyreia ooststroomii är en vindeväxtart som beskrevs av Hoogl. Argyreia ooststroomii ingår i släktet Argyreia och familjen vindeväxter. Inga underarter finns listade i Catalogue of Life.